# 陈坤
陈坤（1976年2月4日—），重庆人，中国大陆演員、歌手，畢業于北京电影学院，以《像雾像雨又像风》、《粉紅女郎》、《金粉世家》等电视剧获得关注，后凭电影《云水谣》、《画皮》获华表奖、百花奖双料影帝，其他電影代表作有《龙门飞甲》、《画皮》、《让子弹飞》、《寻龙诀》、《火锅英雄》等。陳坤與鄧超、劉燁、黃曉明齊名「四大中生」。

## 生平

### 早年
陈坤出生于重庆市江北区，幼年时父母离异，家境贫困，和外婆生活，直至11岁才回到母亲身边，和姐姐还有两个弟弟随母亲生活。初中就读重庆市江北区字水中学，高中就读重庆学田塆职业中学，从高中起半工半读，先后任印刷所打字员、酒吧服务员、驻唱歌手，16岁起跟随重庆歌剧院王梅言老师学习声乐，王梅言将其引介给侄女，北京东方歌舞团（现中国国家歌舞团）歌手郭蓉。1995年，在王梅言的鼓励下，陈坤离开重庆，报考东方歌舞团，任独唱歌手。1996年，陈坤离开东方歌舞团，以专业课第一名的成绩考进北京电影学院表演系本科班。

### 事业
1999年，大学三年级的陈坤陪同女同学白云和孔维去试戏，意外被导演吴子牛相中，在建国50周年的献礼影片《国歌》（1999）中饰演聂耳出道，该片取得了年度票房第四名的成绩。他随后以《像雾像雨又像风》（2001）、《粉紅女郎》（2002）、《金粉世家》（2003）等电视剧走红，并主演了法国导演戴思杰执导的电影《巴尔扎克和小裁缝》（2002），该片提名第61届金球奖最佳外语片，入围第55届戛纳电影节“一种注视”单元。
陈坤凭借《云水谣》（2006）和《画皮》（2008）获华表奖、百花奖双料影帝，随后主演了一系列成功的商业电影，如《让子弹飞》（2010）、《龙门飞甲》（2011）、《画皮II》（2012）、《寻龙诀》 （2015）、《火锅英雄》（2016）。
2018年起，陈坤回归小荧幕，但反响欠佳。《脱身》（2018）和《天盛长歌》（2018）收视低迷，后者被湖南卫视删减后提前下档，《风起陇西》（2021）更成为CCTV8黄金档历史收视倒数第一。
影视之外，陈坤也是歌手，曾发行3张个人专辑《渗透》（2004），《再一次实现》（2006），《谜ME》（2009），第三张专辑由李荣浩制作，两人后在音乐上数次合作。

### 幕后
陈坤2010年与荣信达解约后，成立公司东申童画，后又成立东申空间、东申影业等多家“东申系”公司，业务和项目覆盖了公益、影视、设计、图书、文化经纪、音乐等。2017年，和周迅成立经纪公司东申未来。2020年，舒淇加盟东申未来，成为三位合伙人之一。

### 慈善
陈坤于2011年发起心灵公益项目“行走的力量”，旨在号召人们积极地走出去，在行走中获取正面能量，并将能量传播给他人，让行走成为一种生活方式。2012年陈坤担任联合国儿童基金会中国大使，推广呼吁保护儿童权益；并持续捐助大爱清尘、关爱老兵、大病医保等民间慈善项目。

## 个人生活
陈坤于自传《突然就走到西藏》中披露2003年到2007年间曾患忧郁症。
陈坤没有过公开恋情，但曾在《金星秀》称16、17岁时交过一个「她爱我，我不怎么爱她」的女友，他还称更早有一段「未成型」的初恋。
陳坤未婚，但有一子陈尊佑（優優），2002年出生，生母不详。最早提及陳坤兒子的《扬子晚报》在2003年10月的報導中指「陈坤收养了一个遭遗弃的小孩」。2007年，《南都周刊》报道《邻居爆料：陈坤有五岁大私生子 小名叫“优优”》，此後小孩為陳坤親生一說甚囂塵上。陈坤姑父則說：“孩子应该是陈坤弟弟的，那个时候陈渝（即陈坤之弟）还没有结婚，就有了孩子，还没有工作，陈坤和弟弟感情很好，就收养了这孩子。”

## 作品

### 電影作品

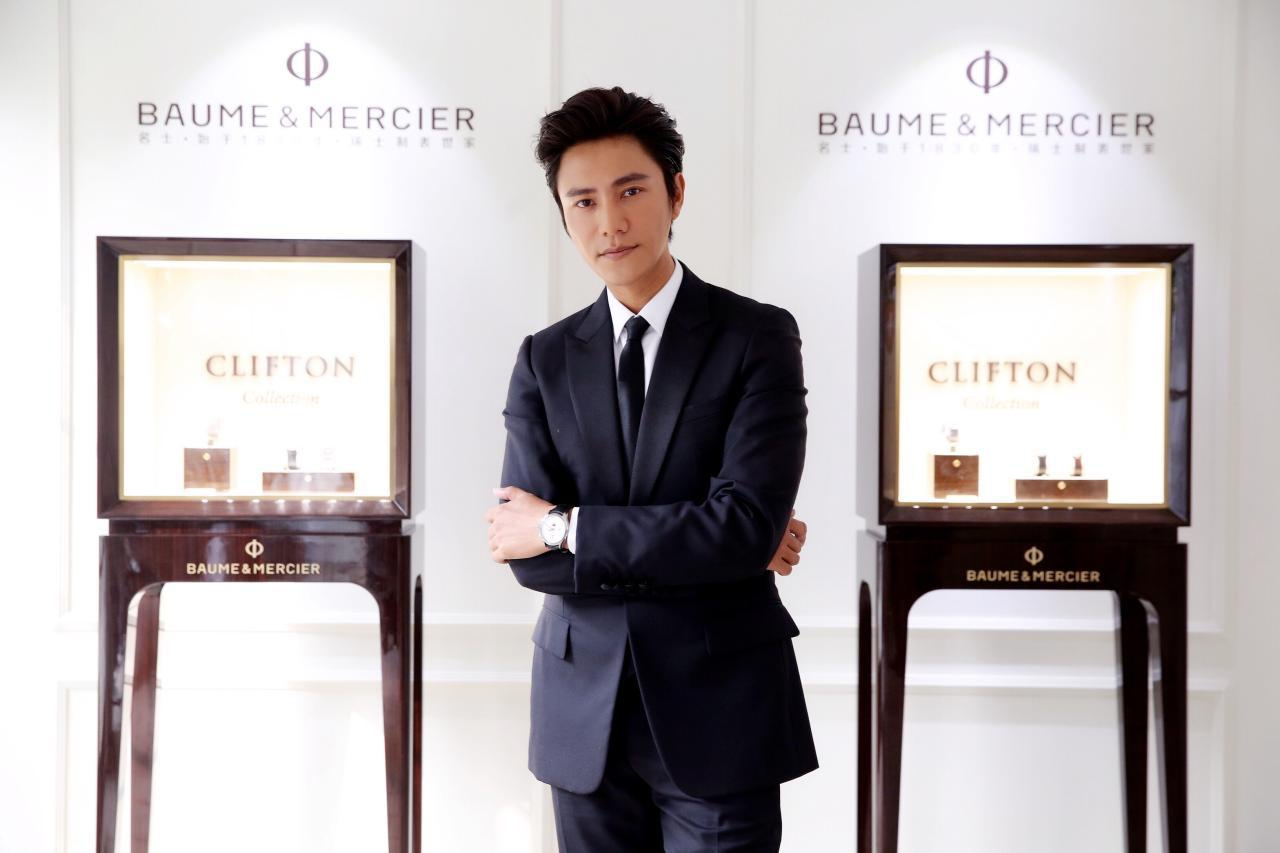
Baume & Mercier 活动在北京

| 上映年份 | 电影名               | 角色               | 備註 |
| 1999年   | 国歌                 | 聶耳               |      |
| 2002年   | 巴爾扎克和小裁縫     | 羅明               |      |
| 2003年   | 中國功夫少女組       | 唐正               |      |
| 2004年   | 戀愛中的寶貝         | 毛毛               |      |
| 2005年   | 鴛鴦蝴蝶             | 阿秦               | 電影 |
| 2006年   | 理髮師               | 陸平               |      |
| 2006年   | 雲水謠               | 陳秋水             |      |
| 2007年   | 門                   | 蔣中天             |      |
| 2008年   | 花花型警             | 林亨               |      |
| 2008年   | 画皮                 | 王生               |      |
| 2009年   | 花木蘭               | 文泰               |      |
| 2009年   | 建国大业             | 蒋经国             |      |
| 2010年   | 跟我的前妻谈恋爱     | 馬勇               |      |
| 2010年   | 讓子彈飛             | 胡万               |      |
| 2011年   | 建党伟业             | 周恩来             |      |
| 2011年   | 肩上蝶               | 严国               |      |
| 2011年   | 幸福額度             | 張泉               |      |
| 2011年   | 龙门飞甲             | 雨化田、風裡刀     |      |
| 2012年   | 錢學森               | 钱学森             |      |
| 2012年   | 画皮II               | 霍心               |      |
| 2013年   | 过界                 | 黃子輝             |      |
| 2013年   | 愤怒的小孩           |                    | 客串 |
| 2013年   | 狄仁傑之神都龍王     | 王溥               | 客串 |
| 2015年   | 钟馗伏魔：雪妖魔灵   | 钟馗               |      |
| 2015年   | 寻龙诀               | 胡八一             |      |
| 2016年   | 火锅英雄             | 刘波               |      |
| 2017年   | 美好的意外           | 张涛               |      |
| 2021年   | 侍神令               | 晴明               |      |
| 2021年   | 1921                 | 陈独秀             |      |
| 2023年   | 封神第一部：朝歌風雲 | 元始天尊           |      |
| 2025年   | 封神第二部：战火西岐 | 元始天尊、通天教主 |      |
| 待上映   | 诗眼倦天涯           | 夜摩天             |      |
| 待上映   | 旁觀者               |                    |      |
| 待上映   | 克什米爾公主號       | 曾兆辉             |      |
| 待上映   | 1840                 | 林则徐             |      |

### 電視作品
| 首播年份 | 劇名                        | 角色          | 備註   |
| 2000年   | 像霧像雨又像風              | 陳子坤        |        |
| 2001年   | 旅人的故事                  | 阿方          |        |
| 2001年   | 粉紅女郎                    | 羅密歐        | 客串   |
| 2001年   | 非你不可                    | 柯磊          |        |
| 2001年   | 愛在陽光燦爛時              | 歐陽俊一      |        |
| 2002年   | 金粉世家                    | 金燕西        |        |
| 2002年   | 買辦之家                    | 余子鯤        | 客串   |
| 2003年   | 別了，溫哥華                | 羅毅          |        |
| 2003年   | 名揚花鼓                    | 名揚          |        |
| 2003年   | 中國故事之哥們的故事        | 曉東          |        |
| 2003年   | 雙響炮                      | 徐亨          | 客串   |
| 2003年   | 紅色地毯黑色夢              | 藍浩          |        |
| 2004年   | 天地真情                    | 林世傑        | 客串   |
| 2004年   | 絕對隱私-渴望一份真愛的感覺 | 胡安          |        |
| 2004年   | 長劍相思                    | 燕追雲        |        |
| 2004年   | 好想好想談戀愛              | 陸坤          |        |
| 2004年   | 風雨西關                    | 梁錦坤        |        |
| 2005年   | 爭霸                        | 范蠡          |        |
| 2006年   | 情證今生                    | 周皓          |        |
| 2006年   | 新不了情                    | 張少傑        |        |
| 2007年   | 朱家花園                    | 李博文        |        |
| 2008年   | 故梦                        | 陆天恩        |        |
| 2018年   | 脱身                        | 乔智才/乔礼杰 |        |
| 2018年   | 天盛長歌                    | 宁弈          |        |
| 2021年   | 和平之舟                    | 张渡航        |        |
| 2021年   | 输赢                        | 周锐          |        |
| 2022年   | 风起陇西                    | 陳恭          |        |
| 待播     | 金色                        |               | 网络剧 |

### 微电影
- 2013年《选择爱》，合作演員汪洋

### 音乐作品
演唱會
- 2010年2月4日：《謎ME》北京個人首場演唱會
- 2013年3月8日：《The Way 路》行走的力量-陳坤和他的朋友音樂分享會 (北京五棵松體育館M空間）
- 2016年4月23、24日：“狂禪”系列Live展

專輯
- 2004年：《渗透》
- 2006年：《再一次实现》
- 2009年：《谜ME》

单曲
- 2004年：《由你由我UNIS》（代言清华紫光手机广告歌）
- 2006年：《生命的骄傲》（德国世界杯官方主题曲《Time Of Our Lives》的中文版）
- 2008年：《北京欢迎你》（北京奥运会群星合唱）
- 2008年：《独一无二》（丰田新威驰广告曲）
- 2011年：《心经》
- 2011年：《Power To Go》 （公益项目《行走的力量》主题曲）
- 2011年：《幸福宣言》 （电影《幸福额度》主题曲）
- 2012年：《选择出色》 （东风标致308汽车广告主题曲）
- 2013：李荣浩《演員和歌手》（ft.陈坤）
- 2015：李荣浩《行走的力量》（陈坤作词）

影视插曲
- 電視劇《朱家花園》主题曲：《相隨相依永不分離》
- 電視劇《情证今生》主题曲：《我是一只蚂蚁》
- 電視劇《情证今生》片尾曲：《海边》
- 電視劇《情证今生》插曲：《像爱情一样》
- 電視劇《争霸传奇》主题曲：《争霸》
- 電視劇《争霸传奇》片尾曲：《真永远》
- 電視劇《风雨西关》主题曲：《忘却》
- 電視劇《非你不可》插曲：《藍夜》
- 電視劇《非你不可》插曲：《我們的愛不被祝福》
- 電視劇《愛在陽光燦爛時》主題曲：《心在飛》
- 電視劇《愛在陽光燦爛時》片尾曲：《傷痕累累》
- 電影《小城之春》MTV：《不要再隨便了》
- 电影《寻龙诀》主题曲：《尋龍訣》

### 文学作品
- 《鬼水瓶录》
- 《突然就走到了西藏》

- 「行走MOOK」系列書籍
  - 行走001《往西，寧靜的方向》
  - 行走002《呼喚潔淨的世界》
  - 行走003《去遠方發現自己》
  - 行走004《不极致不叫人生》

### 「行走的力量」公益活动
- 行走的力量 第一季
  - 2012年8月25日～9月4日《1+N去西藏》
- 行走的力量 第二季
  - 2012年5月26日《觀 ·心  青海》西寧城市行走
  - 2012年8月22日～9月1日《觀 ·心  青海》阿馬尼卿轉山行走
- 行走的力量 第三季
  - 2013年8月11日～8月20日《行 · 靜  喜馬拉雅》珠峰東坡嘎瑪溝環線行走
  - 2014年1月12日《行走日光城》拉薩城市行走
- 行走的力量 第四季
  - 2014年7月31日~8月5日《心· 迹 敦煌》敦煌隔壁到雅丹魔鬼城行走
- 行走的力量 第五季
  - 2015年9月行走香格里拉

## 奖项与提名
| 年份   | 颁奖典礼                           | 奖项                 | 作品             | 结果 |
| ------ | ---------------------------------- | -------------------- | ---------------- | ---- |
| 2003年 | 第三届大众电视艺术“双十佳”艺术家   | 十佳演员             | 《金粉世家》     | 獲獎 |
| 2004年 | 第11届北京大学生电影节             | 最受欢迎男演员       | 《恋爱中的宝贝》 | 獲獎 |
| 2005年 | 第14届北京文联春燕奖               | 最佳男演员           | 《别了，温哥华》 | 獲獎 |
| 2005年 | 第42届金马奖                       | 最佳男主角           | 《鸳鸯蝴蝶》     | 提名 |
| 2006年 | 第15届上海影评人奖                 | 最佳男演员           | 《理发师》       | 獲獎 |
| 2007年 | 第17届 北京大学生电影节            | 最受欢迎男演员       | 《云水谣》《门》 | 獲獎 |
| 2007年 | 第二届大学生影像节                 | 最受大学生瞩目男演员 | 《门》           | 獲獎 |
| 2007年 | 第11届中国电影表演艺术学会金凤凰奖 | 表演学会奖           | 《云水谣》       | 獲獎 |
| 2007年 | 第12届中国电影华表奖               | 优秀男演员           | 《云水谣》       | 獲獎 |
| 2007年 | 第26届中国电影金鸡奖               | 最佳男主角           | 《云水谣》       | 提名 |
| 2008年 | 第29届大众电影百花奖               | 最佳男主角           | 《云水谣》       | 提名 |
| 2010年 | 第30届大众电影百花奖               | 最佳男主角           | 《画皮》         | 獲獎 |
| 2012年 | 第6届亚洲电影大奖                  | 最佳男主角           | 《龙门飞甲》     | 提名 |
| 2012年 | 第21届上海影评人奖                 | 最佳男演员           | 《龙门飞甲》     | 獲獎 |
| 2012年 | 第31届大众电影百花奖               | 最佳男主角           | 《龙门飞甲》     | 提名 |
| 2012年 | 第19届北京大学生电影节             | 最佳男演員           | 《龙门飞甲》     | 提名 |
| 2012年 | 第19届北京大学生电影节             | 最受欢迎男演员       | 錢學森           | 提名 |
| 2012年 | 11屆 長春電影節                    | 最佳男演員           | 錢學森           | 提名 |
| 2012年 | 第三屆 華鼎獎                      | 最佳男演員           | 建國大業         | 獲獎 |
| 2013年 | 摩洛哥萨累国际妇女电影节           | 最佳男演員           | 《过界》         | 獲獎 |
| 2016年 | 第七屆 國際華語電影節              | 最佳男演員           | 火鍋英雄         | 獲獎 |
| 2018年 | 第24屆 華鼎獎                      | 最佳男演員           | 天盛長歌         | 提名 |
| 2019年 | 第25屆 上海電視節 白玉蘭獎         | 最佳男演員           | 天盛長歌         | 提名 |

### 音乐类
- 2005年1月 夺取第十一届全球华语音乐榜中榜的内地最佳新晋男歌手奖
- 2005年1月 获第12届中歌曲排行榜2004年年度最佳新人奖、《烟花火》荣获第12届中国歌曲排行榜15大金曲奖
- 2005年3月 获音乐先锋榜04年最受欢迎男新人(内地)金奖、《烟花火》获04年度内地十大金曲奖
- 2005年3月《烟花火》获第五届百事音乐风云榜十大金曲奖
- 2005年3月 获第十二届东方风云榜内地新人奖金奖、《烟花火》获东方风云榜十大金曲奖
- 2005年4月 获Musicradio中国TOP排行榜最佳新人奖、《烟花火》获Musicradio中国TOP排行榜十大金曲奖
- 2005年6月 在美国Las Vegas荣获第二届中国歌曲排行榜海外颁奖礼年度最佳新人奖，《烟花火》荣获最受欢迎十大金曲奖。
- 2005年7月 第七届CCTV-MTV音乐盛典内地最具潜力歌手奖
- 2005年10月 第三届东南劲爆音乐榜内地最受欢迎男歌手奖、《烟花火》获内地十大金曲奖
- 2006年 获莱卡风尚大典内地风尚男歌手奖
- 2007年 MTV超级盛典内地年度最受欢迎男歌手奖
- 2007年 获2006音乐之声中国TOP排行榜内地最受欢迎男歌手奖 《再一次实现》
- 2007年 获华语榜中榜内地2006年度内地最受欢迎男歌手奖 《再一次实现》
- 2007年 盘点2006年度内地十大热卖唱片之陈坤《再一次实现》
- 2008年 获得第六届特步东南劲爆音乐榜内地最佳男歌手提名
- 2009年 BTV2音乐风云榜盘点2000年以来内地单张专辑最高销量，陈坤的第二张专辑销量排名第三
- 2010年 雪碧中国原创音乐榜获内地最佳男歌手、最IN彩铃奖(蔷薇刑)、内地传媒推荐奖
- 2010年 第十七届东方风云榜颁奖盛典获得“全能艺人”大奖与“十大金曲”《蔷薇刑》
- 2010年 华语榜中榜最佳跨界男歌手

### 综合类
- 2003年 莱卡内地风尚男演员奖
- 2003年10月 2003莱卡内地风尚男演员奖
- 2003年11月 MTV巨星炫风盛典内地最具风格男演员奖
- 2004年11月 2004MTV超级盛典最具男性魅力艺人奖；与周迅获“最具风格银幕拍档”奖
- 2004年11月 2004莱卡内地风尚男演员奖
- 2005年11月 获2005MTV超级盛典 最具风格电影男演员奖
- 2005年 获影响2004中国娱乐风云人物
- 2006年 获莱卡风尚大典内地风尚男歌手奖及风尚突破艺人奖
- 2007年 获《北京青年周刊》BQ2006年 度红人榜年度红人奖
- 2007年 获年度风尚之夜2007年度最in男明星奖、最优雅男星奖和最in热力人气奖
- 2007年 获第一届罗莱之夜时尚风云榜盛典内地年度时尚男艺人奖
- 2008年3月 获光线传媒和重庆卫视-真维斯2007年度娱乐大典：重庆杰出艺人奖、年度慈善人物奖
- 2008年 ELLE20周年庆典获风尚偶像奖
- 2013年 奥地利大使馆颁发“雪绒花”勋章

## 外部連結
- 陈坤在豆瓣上的资料（简体中文）
- 东申童画官方网站 （页面存档备份，存于）
- 陈坤的新浪微博
- 陈坤的Instagram帳戶
- 陈坤人人网主页
- 陈坤同名网站 （页面存档备份，存于）
- 陈坤国际影友会
- 陈坤日本131路
- 陈坤在IMDB上的简介 （页面存档备份，存于）